# Pure Poverty
Pure Poverty è il secondo album del gruppo hip hop statunitense Poor Righteous Teachers, pubblicato il 3 settembre del 1991 e distribuito da Profile.
| Recensione | Giudizio |
| ---------- | -------- |
| AllMusic   | [ 1 ]    |

## Tracce
Testi di Wise Intelligent, musiche di Tony D.
1. Shakiyla (JRH) – 4:06
2. Easy Star – 4:42
3. Self-Styled Wisdom – 3:47
4. Hot Damn I'm Great – 4:24
5. Strictly Mash'ion – 5:00
6. The Nation's Anthem – 3:45
7. Each One Teach One – 3:59
8. Rappin' Black – 4:05
9. Just Servin' Justice – 4:54
10. Freedom or Death – 4:07
11. Mathods of Droppin' Mental – 3:47
12. Pure Poverty – 4:38
13. I'm Comin' Again – 1:12

Durata totale: 52:26

## Classifiche

### Classifiche settimanali
| Classifica (1991)         | Posizione massima |
| ------------------------- | ----------------- |
| Stati Uniti               | 155               |
| US Top R&B/Hip-Hop Albums | 23                |